# Filipinski tik
Filipinski tik (lat. Tectona philippinensis), vrsta drveta iz porodice medićevki, jedna je od tri vrste iz roda tikovog drveta. Ova vrsta je endemska i ograničena na Filipine.

## Opis
Filipinska tikovina, filipinska endemska vrsta, je pronađen samo na pet lokacija (EDC 2020), uključujući otok  Ilin i otoke Ambulong, zapadni Mindoro. Visoko je cijenjeno kao ogrjevno drvo i drvo u građevinskoj industriji (Madulid i sur. 2008). Medicinski, vrsta je testirana antimikrobno djelovanje protiv bakterija i gljivica (Ragasa et al. 2008). Trenutno je klasificirana kao ugrožena.

## Sinonimi
- Jatus philippinensis (Benth. & Hook.f.) Kuntze; Revis. Gen. Pl. 2: 508 (1891)